# Prosperita
La prosperita és un mineral de la classe dels fosfats. Fou anomenada així en honor de Prosper John Williams, un venedor de minerals canadenc que comercialitzà molt minerals procedents de Tsumeb (Namíbia).

## Característiques
La prosperita és un fosfat de fórmula química Ca₂Zn₄(AsO₄)₄· H₂O ·. Cristal·litza en el sistema monoclínic. La seva duresa a l'escala de Mohs és 4,5.
Segons la classificació de Nickel-Strunz, la prosperita pertany a «08.C - Fosfats sense anions addicionals, amb H₂O, amb cations de mida petita i mitjana» juntament amb els següents minerals: fransoletita, parafransoletita, ehrleïta, faheyita, gainesita, mccril·lisita, selwynita, pahasapaïta, arsenohopeïta, warikahnita, fosfofil·lita, parascholzita, scholzita, keyita, pushcharovskita, hopeïta, gengenbachita i parahopeïta.

## Formació i jaciments
Es troba com a rar mineral secundari en menes de sulfur d'un dipòsit hidrotermal polimetàlic encaixat en dolomies. S'ha trobat associada a tennantita, calcocita, plata rica en mercuri, cuprita, adamita cuprífera, austinita cuprífera, conicalcita, stranskiïta, lavendulana, köttigita, tsumcorita, koritnigita i o’danielita. S'ha trobat a Tsumeb, Namíbia.